# Голуб, Дэвид
Дэвид Голуб (англ. David Golub; 22 марта 1950, Чикаго — 16 октября 2000, Милан) — американский пианист и дирижёр.
Вырос в Техасе, в городе Ричардсон. Учился в Далласе у Дороти Кендрик и Александра Юнинского, затем в Джульярдской школе у Бевериджа Уэбстера. Главным образом был приверженцем русской пианистической школы.
В исполнительской карьере Голуба преобладала ансамблевая работа. В 1970-е гг. он выступал с виолончелистом Леонардом Роузом, затем с Айзеком Стерном, в том числе в знаменитом китайском турне 1979 года — первой крупной гастрольной поездке западных музыкантов в КНР после Культурной революции (этой поездке был посвящён получивший широкое признание документальный фильм «От Мао до Моцарта», получивший премию «Оскар» на церемонии 1981 года). В 1980—1990-е гг. Голуб особенно много выступал и записывался в составе фортепианного трио с Марком Капланом и Колином Карром. Из сольных работ Голуба наибольший резонанс получила запись Рапсодии в стиле блюз и фортепианного концерта Джорджа Гершвина с Лондонским симфоническим оркестром под управлением Митча Миллера (1988).
В 1990-е гг. Голуб много выступал как дирижёр, в том числе с Гонконгским филармоническим оркестром. Он также постоянно работал в Италии (с Падуанским камерным оркестром и на оперном фестивале в Мартина-Франка).
Умер от рака лёгких.